# Unicolax reductus
Unicolax reductus is een eenoogkreeftjessoort uit de familie van de Bomolochidae. De wetenschappelijke naam van de soort is voor het eerst geldig gepubliceerd in 1980 door Cressey & Cressey.